# VSS 빈토레즈
VSS(Винтовка Снайперская Специальная, Vintovka Snajperskaya Spetsial'naya)는 빈토레즈("수명 절단기")로 불리는 지정사수소총으로, 소련의 정밀기계제작중심산업체(TsNIITochMash)에서 개발하였으며, Tula Arms Plant에서 생산하였다. VSS는 스페츠나츠에서 비밀작전에 주로 사용되었으며, 이 점은 기본적인 것만 남겨둔 특별한 수송용 케이스에서 찾아볼 수 있다.

## 디자인 세부사항

### 작동 방식
빈토레즈의 전체적인 작동 원리와 소음억제는 AS Val에서 시작되었다고 볼 수 있으며, 빈토레즈는 가스 작동식에 발사 방식을 변경할 수 있는 지정사수소총이며, 총열안에 있는 길다란 주름이 달린 가스 피스톤안에서 가스 활대가 움직이는 구조로 되어 있다. 또한 빈토레즈는 회전 노리쇠 방식을 사용하며, 공이를 사용하여 발사한다. 빈토레즈는 방아쇠 뒤에 크로스 볼트 형태의 발사 방식 변경 스위치가 있으며, 방아쇠 안전장치가 있다. 이들 안전 레버와 장전 핸들은 AK형의 소총과 공통점이 있다.

### 특징
빈토레즈는 소음기가 총신을 완전히 감싸고 있다. 총신에는 구멍을 뚫어놓은 선조가 있어, 탄약의 속도를 줄이면서 동시에 총신을 냉각시킨다. 총신을 감싸고 있는 소음기는 쉽사리 분해되어 보관되지만, 소음기 없이는 발사되지 않게 되어 있다.
개머리판은 드라구노프 저격총에 사용된 나무로 된 개머리판을 대다수 모델이 사용하고 있다. 여기엔 고무로 만든 어깨 패드와 소총에서 떼어낼 수 있게 되어 있다. 최근의 VSS의 개머리판은 높은 강도의 폴리머를 이용하여 개머리판을 제작한다. VSS는 일반적으로 10개의 탄약이 들어가는 탄창과 반자동으로 발사된다. 또한 VSS는 20개의 탄약이 들어가는 탄창과 자동으로 발사되게 할 수도 있다.
빈토레즈는 일반적으로 무거운 아음속탄인 9x39mm SP5탄을 사용한다. 이 탄약은 경화강철 혹은 텅스텐을 탄두에 사용하며, 100m 떨어진 곳에서 밀도가 높은 6mm강철도 관통하며, 2mm 짜리 강철판이나 표준 방탄모 같은 경우엔 500m에서도 관통하지만 일반적으로 400m가 유효사거리로 되어 있다.

## 대중 문화
- 배틀그라운드, 배틀그라운드 모바일, 배틀그라운드: 뉴 스테이트에서 9mm탄을 사용하는 자동 어썰트 라이플 VSS로 등장한다. 소음기와 4배율 스코프가 기본으로 장착되어 있지만 사정거리가 짧다. 기본 장탄수는 10발이다.

- 로블록스에 현재와 미래를 배경으로 두고있는 FPS 게임에서 러시아군 저격소총으로 등장한다.

## 같이 보기
- 9x39mm